# Vlasivka, Krasnodon
Vlasivka (în ucraineană Власівка) este un sat în comuna Verhnoharasîmivka din raionul Krasnodon, regiunea Luhansk, Ucraina.

## Demografie
Componența lingvistică a localității Vlasivka
     Rusă (94,49%)
     Ucraineană (4,69%)
     Alte limbi (0,81%)
Conform recensământului din 2001, majoritatea populației localității Vlasivka era vorbitoare de rusă (94,49%), existând în minoritate și vorbitori de ucraineană (4,69%).